# Ciudad Libre de Lübeck
La Ciudad Libre y Hanseática de Lübeck (en alemán: Freie und Hansestadt Lübeck; en danés: Lybæk) fue una ciudad-estado desde 1226 hasta 1937, en lo que ahora son los estados alemanes de Schleswig-Holstein y Mecklenburg-Vorpommern.

## Historia

### Ciudad libre imperial y la Liga Hanseática
En 1226, el emperador Federico II declaró que la ciudad de Lübeck era una ciudad imperial libre. La ley de Lübeck fue la constitución de la forma municipal de gobierno de la ciudad desarrollada después de convertirse en una ciudad libre. En teoría, la ley de Lübeck hizo que las ciudades que la habían adoptado fueran independientes de la realeza.
Lübeck fue el miembro original de las alianzas noralemanas y del sur del Báltico desde su concepción, primero la alianza personal con Hamburgo, luego la Liga de Ciudades Wendas y finalmente la Liga Hanseática. En el siglo XIV, Lübeck se convirtió en la «reina de la Hansa», siendo el miembro más grande y poderoso de esta organización comercial medieval, y su representante por antonomasia. Entre otros, fue el poder detrás de la fundación de la Confederación de Colonia y poseía la mayor flota en tiempos de guerra (sus alcaldes eran los comandantes de facto de las flotas hanseáticas reunidas en tiempos de guerra). Además, la ciudad constituía el extremo norte de la antigua ruta de la sal, lo cual le benefiaba enormemente, siendo un hub del transporte de sal desde Luneburgo hacia las rutas comerciales del mar Báltico.
En 1359, Lübeck compró el ducal Herrschaft de Mölln al endeudado Alberto V, duque de Sajonia-Bergedorf-Mölln, una rama de la casa ducal de Sajonia-Lauenburg. La ciudad y el duque —con el consentimiento del hermano del duque Erico— acordaron un precio de 9,737.50 marcos a Lübeck. Las partes también acordaron una cláusula que permitía la recompra de las tierras por el duque o sus herederos, pero solo si estaban comprando la propiedad para ellos y no para un tercero. Lübeck consideró que esta adquisición era de vital importancia, ya que Mölln era un importante puesto de operaciones en el comercio (especialmente el comercio de sal) entre Escandinavia y las ciudades de Brunswick y Lunenburg vía Lübeck. Por lo tanto, Lübeck guarneció a Mölln con guardias armados para mantener la ley y el orden en las carreteras.
En 1370, tras la firma de la Paz de Stralsund que puso fin a la guerra danesa-hanseática, Lübeck adquirió por medio de más garantía para un préstamo, el Señorío de Bergedorf, el Vierlande, la mitad de la Sachsenwald (Bosque Sajón) y Geesthacht del Duque Erico III, que había sucedido mientras tanto su difunto hermano Alberto V. La adquisición incluyó gran parte de la ruta comercial entre Hamburgo y Lübeck, proporcionando así una ruta de carga segura entre las ciudades. Erico III retuvo una tenencia vitalicia de estas tierras.
Lübeck y Erico III estipularon además que una vez que Erico hubiera muerto, Lübeck tendría derecho a tomar posesión de los territorios prometidos hasta que sus sucesores pudieran pagar la deuda y simultáneamente ejercer la recompra de Mölln. En esta etapa, la suma involucrada se calculó en 26,000 marcos, una enorme cantidad de dinero en ese momento.
En 1401 Erico III murió sin descendencia y fue sucedido por su primo segundo Erico IV, duque de Sajonia-Ratzeburg-Lauenburg. En el mismo año, Erico IV, apoyado por sus hijos Erico (más tarde reinando como Erico V) y Juan (más tarde Juan IV), capturó las tierras empeñadas sin hacer el reembolso acordado y antes de que Lübeck pudiera tomar posesión de ellas. Lübeck accedió.
En 1420 Erico V atacó a Federico I, Elector de Brandeburgo y Lübeck ganó Hamburgo para una alianza de guerra en apoyo de Brandeburgo. Los ejércitos de ambas ciudades abrieron un segundo frente y conquistaron Bergedorf, el castillo de Riepenburg y la estación de peaje del río Esslingen (el ferry Zollenspieker de hoy) en cuestión de semanas. Esto obligó a Erico V a aceptar la paz de Perleberg el 23 de agosto de 1420, que estipulaba que todos los territorios empeñados, que Erico IV, Erico V y Juan IV habían tomado violentamente en 1401, debían ser cedidos irrevocablemente a las ciudades de Hamburgo y Lübeck. Las ciudades transformaron las áreas ganadas en el "Beiderstädtischer Besitz" (condominio de ambas ciudades), regido por agentes judiciales por períodos de cuatro años. Los alguaciles debían venir de cada una de las ciudades alternativamente.
La Liga Hanseática, bajo el liderazgo de Lübeck, libró varias guerras contra Dinamarca con diversos grados de éxito. Mientras que Lübeck y la Liga Hanseática ganaron en 1435 y en 1512, Lübeck perdió cuando se involucró en la contienda del conde, una guerra civil que se libró en Dinamarca desde 1534 hasta 1536. Lübeck también se unió a la Liga de Esmalcalda. Después de su derrota en la contienda del conde, el poder de Lübeck disminuyó lentamente. Lübeck permaneció neutral en la Guerra de los Treinta Años, pero con la devastación de la guerra y la nueva orientación transatlántica del comercio europeo, la Liga Hanseática, y por lo tanto Lübeck, perdió importancia. Después de la disolución de facto de la Liga Hanseática en 1669, Lübeck siguió siendo una importante ciudad comercial en el Mar Báltico.

### Plena soberanía en 1806
Lübeck siguió siendo una Ciudad Imperial Libre incluso después de la Mediatización alemana en 1803 y se convirtió en un estado soberano tras la disolución del Sacro Imperio Romano en 1806. Durante la Guerra de la Cuarta Coalición contra Napoleón, las tropas bajo Bernadotte ocuparon Lübeck después de una batalla contra Blücher el 6 de noviembre de 1806.

### Primera anexión
Bajo el Sistema Continental, el comercio sufrió y de 1811 a 1813 Lübeck fue anexado formalmente como parte del Primer Imperio francés.

### Restablecimiento como estado soberano en 1813
Lübeck retomó su estado anterior a 1811 en 1813. El Congreso de Viena de 1815 volvió a confirmar la independencia de Lübeck y se convirtió en uno de los 39 estados soberanos de la Confederación Germánica. Lübeck se unió a la Confederación Alemana del Norte en 1867. Al año siguiente, Lübeck vendió su parte en el condominio biurbano de Bergedorf a la Ciudad libre y hanseática de Hamburgo, que también era un estado soberano de la Confederación alemana del norte. En 1871 Lübeck se convirtió en un estado componente autónomo dentro del recién fundado Imperio Alemán. Su estado se debilitó durante la República de Weimar por la aplicación de la República de su derecho a determinar los impuestos estatales y del Reich. En 1933, en el curso del Gleichschaltung, el senado de Lübeck (el gobierno de la ciudad) y el Bürgerschaft (parlamento) se racionalizaron para fabricar mayorías nazis. Para 1935, el estado de Lübeck, como el de todos los estados alemanes, se había desvanecido por completo, sin ser suspendido formalmente.

### Segunda anexión y final
En 1937, los nazis aprobaron la Ley del Gran Hamburgo, en virtud de la cual la cercana ciudad hanseática de Hamburgo se amplió para incluir ciudades que anteriormente pertenecían a la provincia prusiana de Schleswig-Holstein. Para compensar a Prusia por estas pérdidas (y en parte porque Adolf Hitler tenía una aversión personal por Lübeck después de que se negara a permitirle hacer campaña allí en 1932 y porque la bandera de Lübeck era extremadamente similar a la bandera de Polonia, que Hitler odiaba después de 1935 debido a la muerte de Józef Piłsudski). El estado de Lübeck, de 711 años de duración, llegó a su fin y casi todo su territorio se incorporó a Schleswig-Holstein.
Lübeck fue ocupado por el ejército británico en los últimos días de la Segunda Guerra Mundial. El ejército soviético luego ocupó todo el territorio al este de la ciudad, según lo acordado por las potencias aliadas. Prusia fue disuelta como estado por las fuerzas aliadas de ocupación después de la guerra. Sin embargo, a diferencia de Hamburgo y Bremen, Lübeck no fue restaurado a la condición de estado. En cambio, la ciudad se incorporó al nuevo estado federal de Schleswig-Holstein. La posición de Lübeck en la frontera interior alemana, que separó a la ciudad de gran parte de su interior, fue un factor clave en este desarrollo. En 1956, el oeste de Alemania el Tribunal Constitucional Federal confirmó la decisión del gobierno federal de anular un intento de restaurar el estado de Lübeck mediante referéndum.